# Potamogeton robbinsii
Potamogeton robbinsii är en nateväxtart som beskrevs av William Oakes. Potamogeton robbinsii ingår i släktet natar, och familjen nateväxter. Inga underarter finns listade.